# Picador

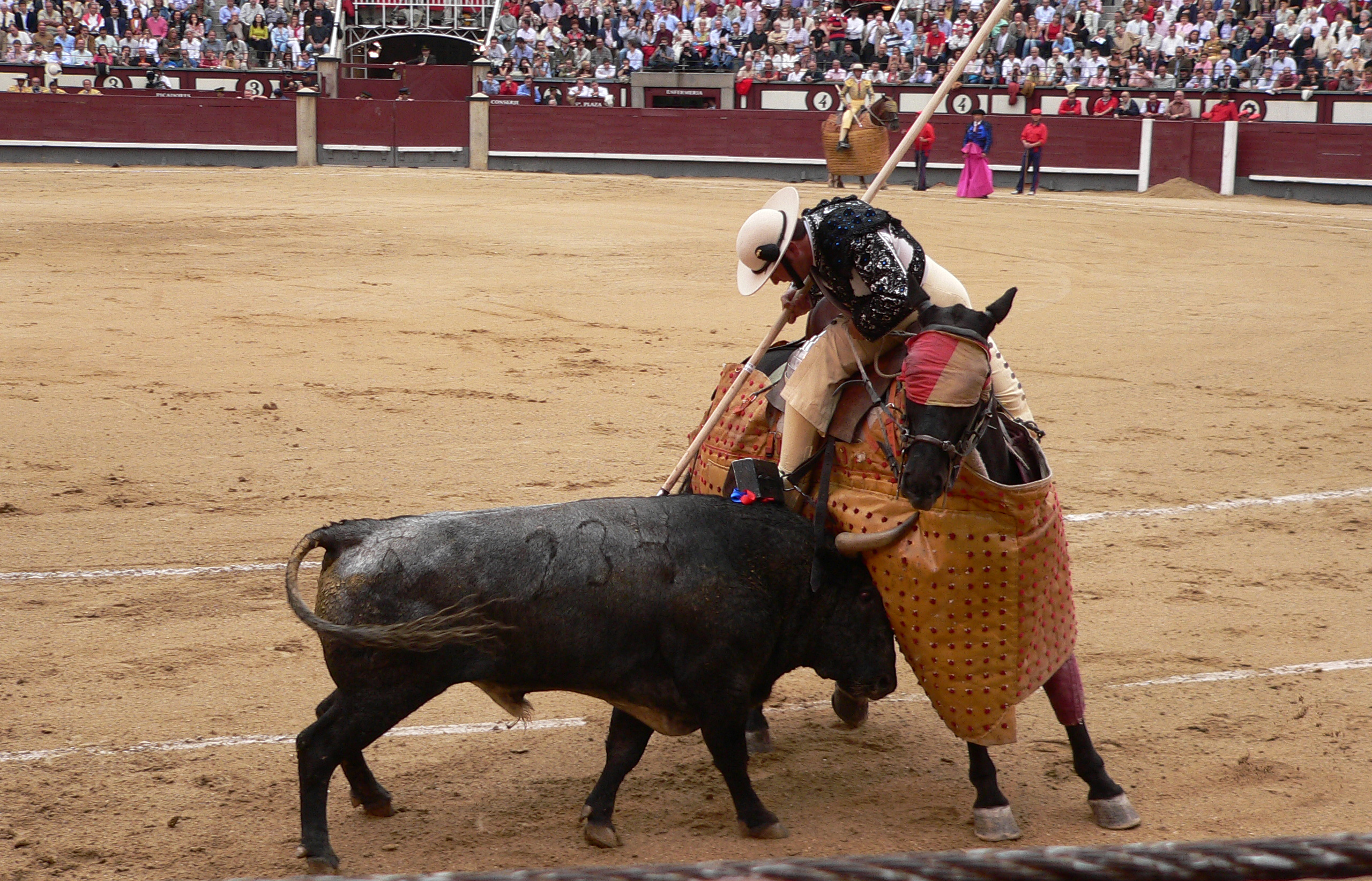
Een picador in actie in de arena

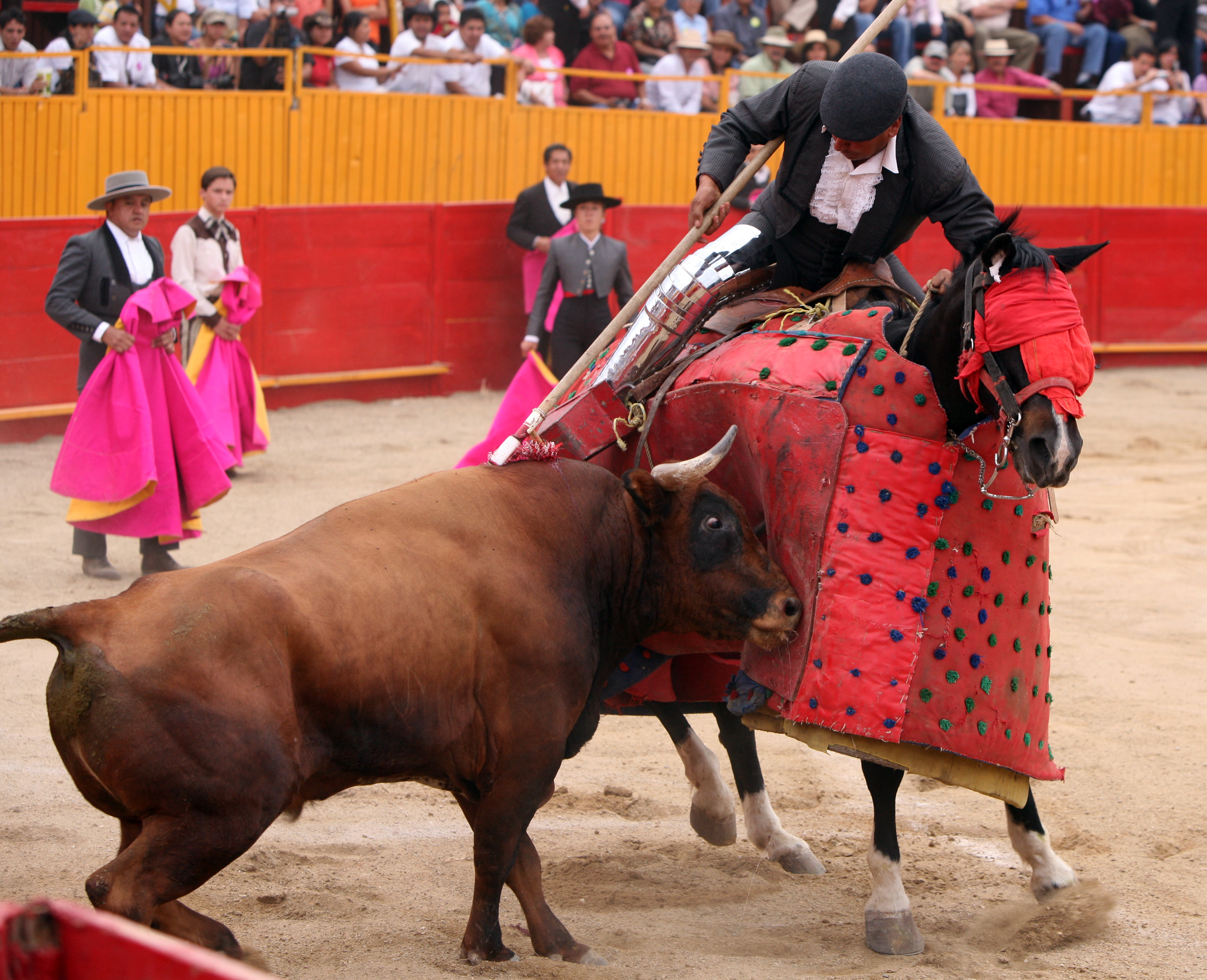
Een picador in actie

De picador (Spaans voor "prikker") is de persoon die bij het stierenvechten de lans in de nek van de stier steekt. De picadors komen op in het eerste gedeelte, tercio de varas, van het gevecht. In dit onderdeel wordt de moed van de stier getest aan de hand van hoe hij de paarden aanvalt. Doordat de picador met een lans in de nek van de stier prikt, zal de stier ook gerichter aan kunnen vallen.
De picadors rijden op geblinddoekte paarden die beschermd worden door een harnas en dikke kussens. Dat is pas het geval sinds 1928. Tot dan waren ze onbeschermd en stierven ze dan ook altijd in de arena.
Na het tercio de varas, is er het tercerio de banderillo, waarna het laatste gedeelte, tercerio de muerta zal volgen. Daarin treedt de matador op met de befaamde rode muleta waarna de stier zal sterven door zijn hand.
Er bestaan ook rejoneadores, stierenvechters, die te paard de stier te lijf gaan met een rejón, een soort lans.

## Kritiek
Binnen de groep van de tegenstanders van het stierenvechten, overheerst vooral de kritiek op de picadors. Waar de torero de stier niet pijnigt en de matador de stier vaak met één dolksteek doodt, nemen de picadors wel actief deel aan de marteling van de stier in de arena. Niet elk stierengevecht wordt (nog) met picadors gevochten.

Picadors in de kunst
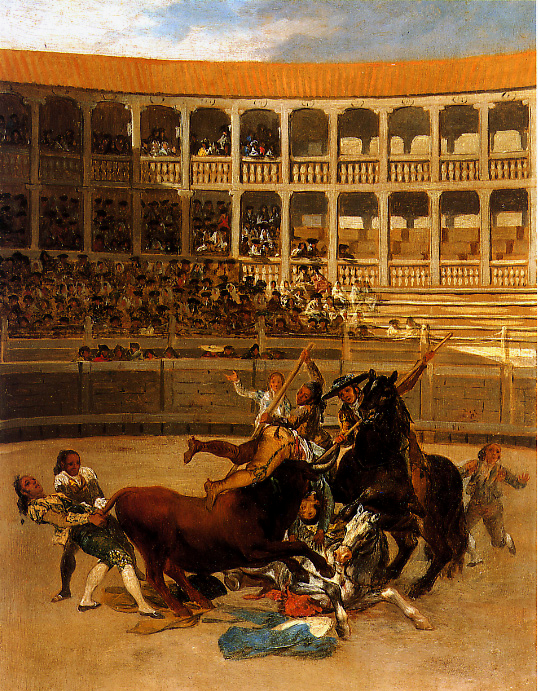
La muerte del picador, Francisco Goya, 1793
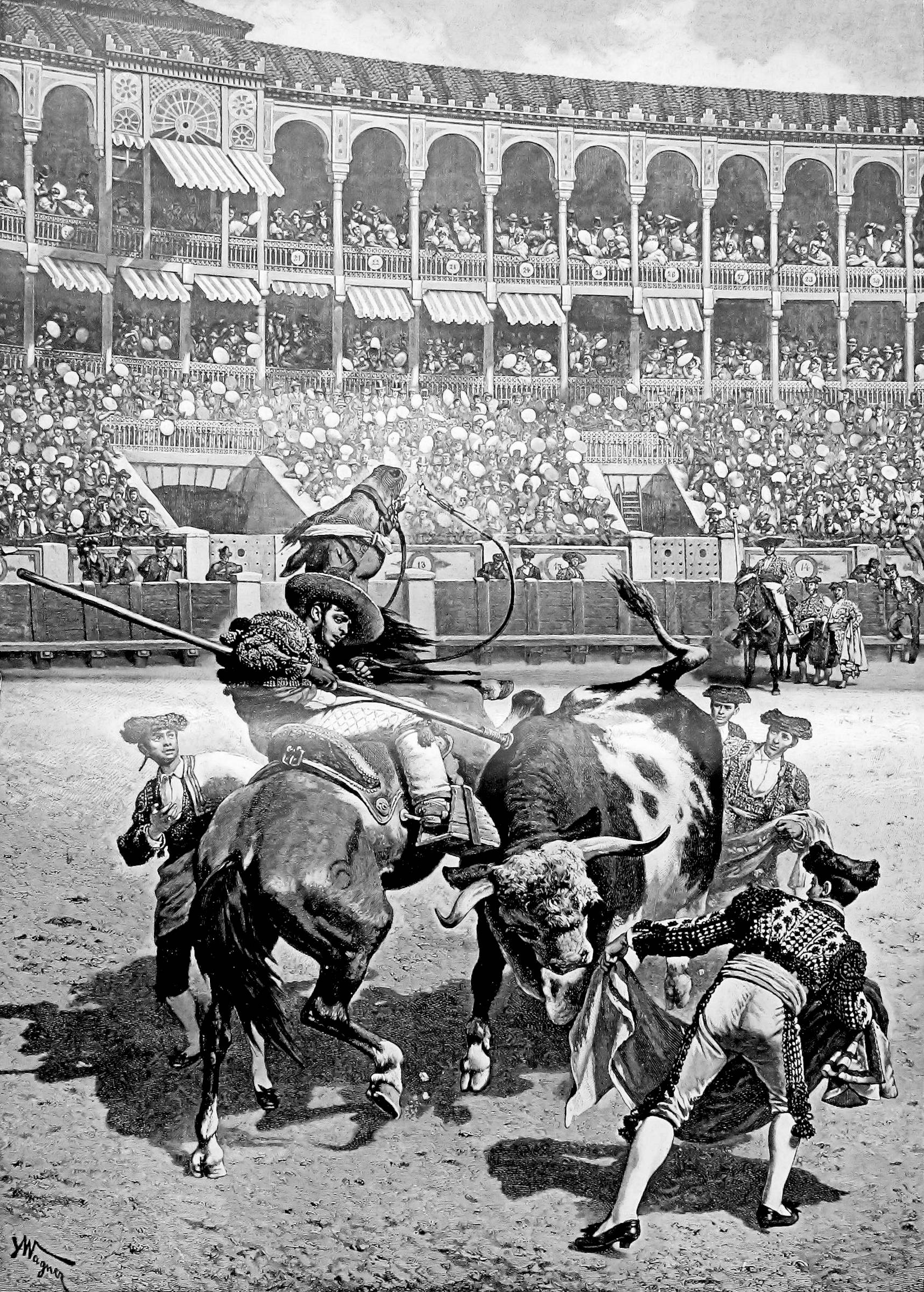
Stierengevecht naar: A. Wagner, 1891